# Granada (Antioquia)
Granada es un municipio de Colombia, localizado en la subregión Oriente del departamento de Antioquia. Limita por el norte con los municipios de Guatapé y San Carlos, por el este con los municipios de San Carlos y San Luis, por el sur con el municipio de Cocorná, y por el oeste con el municipio de Santuario.

## Historia
Este territorio fue descubierto en 1540 por el señor Francisco Núñez Pedrozo, conquistador español. Inicialmente el territorio granadino estaba bajo la jurisdicción del municipio de Marinilla. En 1790 la localidad obtuvo el estatus de pedanía bajo la vigilancia de Marinilla. En 1804 la primera capilla de la población fue construida en lo que hoy hace parte de la vereda Las Vegas, diez años más tarde, la capilla sería trasladada al lugar que hoy ocupa.
El municipio fue erigido en 1817 a categoría de Parroquia.  Se le conoció como Santa Bárbara de Lariza, Santa Bárbara de los Vahos, nombre que tuvo hasta que en 1903, la asamblea departamental de Antioquia le cambiara el nombre por Granada.

## Generalidades
- Fundación: Por decreto de fundación 31 de enero de 1805.
- Erección en municipio: 1817
- Fundador: Juan de Dios Gómez de Castro
- Apelativo: Pueblo de plazas. Atenas de Antioquia

Se le conoce también como la cuna del cooperativismo colombiano, pues fue donde nació Francisco Luis Jiménez quien fue el padre del cooperativismo en Colombia. Es el corazón del Oriente Antioqueño, su gente es reconocida por su trabajo su sentido de pertenencia y las ganas de salir siempre adelante.

## División Político-Administrativa
Además de su Cabecera municipal, Granada tiene bajo su jurisdicción un corregimiento (de acuerdo a la Gerencia departamental): Santa Ana.

## Geografía

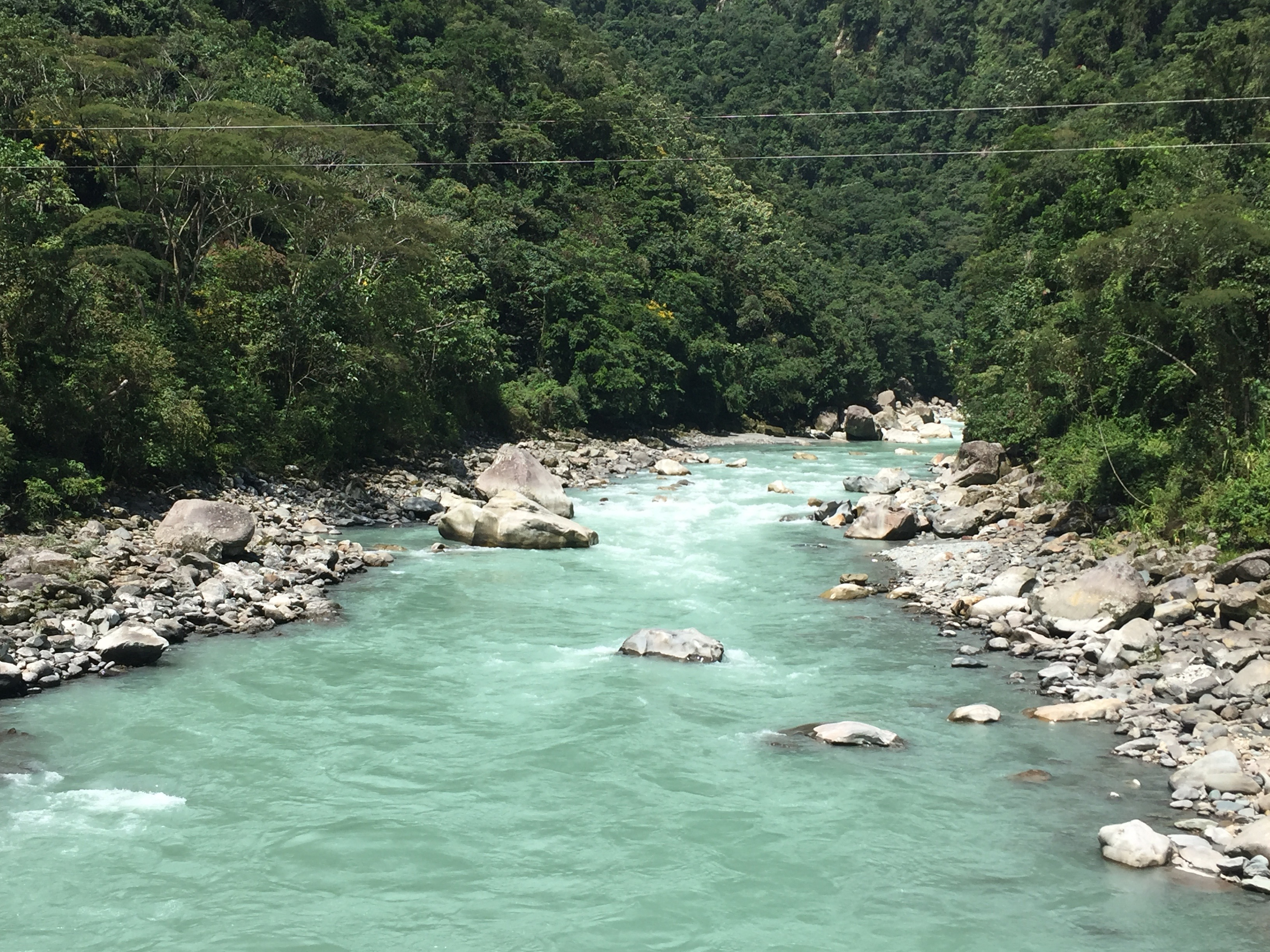
Paisaje natural del municipio.

El municipio de Granada se encuentra localizado en la cordillera central de los Andes al oriente del departamento de Antioquia. El municipio posee alturas que varían entre los 900 y 2500 m s. n. m., lo que permite toda clase de cultivos.

## Demografía
Población Total: 10 117 hab. (2018)
- Población Urbana: 5 541
- Población Rural: 4 576

Alfabetismo: 86.3% (2005)
- Zona urbana: 89.8%
- Zona rural: 10.2%

### Etnografía
Según las cifras presentadas por el DANE del censo 2005, la composición etnográfica del municipio es: 
- Mestizos & Blancos (99,7%)
- Afrocolombianos (0,3%)

## Economía
- Agricultura: café, papa, hortalizas, caña y el cultivo de la mora
- Ganado bovino y porcino.

## Fiestas

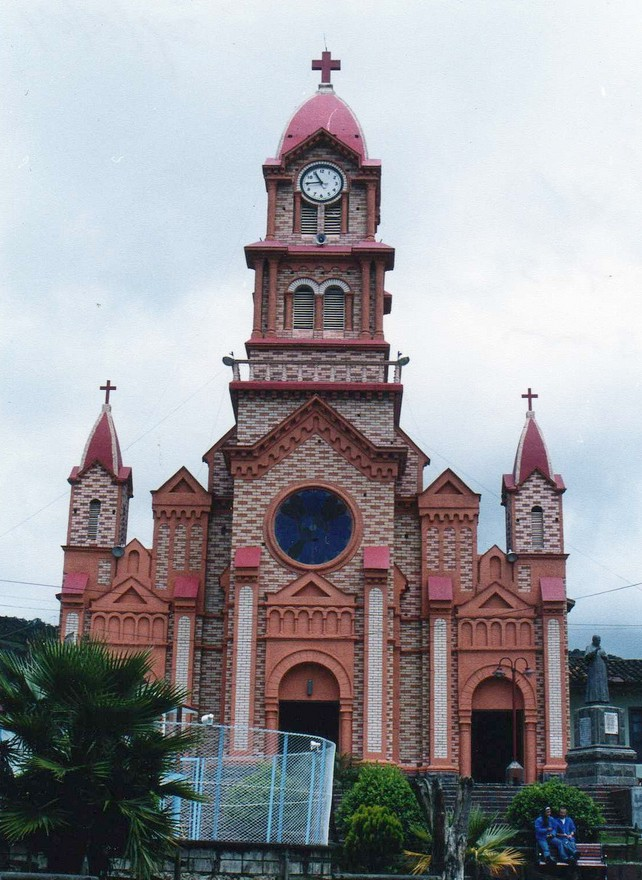
Templo Parroquial del municipio.

- Fiestas de Santa Bárbara, 4 de diciembre
- Fiestas del Sagrado Corazón de Jesús, en el mes de Junio
- Fiesta del Sagrado Corazón de Jesús
- Fiesta del Retorno, en el mes de enero
- Fiesta del Retorno al corregimiento de Santa Ana
- Fiesta de la Virgen del Carmen, en el mes de julio.

## Patrimonio histórico autístico y lugares de interés
- Salto de La Cascada. Caída de agua de más de 100 m de altura. Allí funcionaba la antigua planta de energía para el municipio.
- Iglesias, posee 2 hermosos templos
- Casa del Padre Clemente Giraldo, monumento histórico departamental
- Museo de Ciencias Naturales.
- Museo y salón del "NUNCA MÁS"
- Charco negro, en el corregimiento de santa Ana.